# لغات قلطية
اَللُّغَاتُ الْقِلْطِيَّةُ هي مجموعة من اللغات المرتبطة انحدرت من اللغة القلطية البدائية. وهي إحدى شُعَبِ العائلة اللغوية الهندية الأوربية. أولُ من وصفَ هذه المجموعةَ اللغويةَ بـ«القلطيةِ» هو إدورد شيد (1707 مـ)، حاذيًا بذلك حذوَ بول إيف بزرون الذي أوضحَ العلاقةَ بين القلطِ الذين وصفَهم الكتابُ المتقدمونَ واللغتينِ الغالية والْبَرِيتَانِيَّة.
خلال الألفية الأولى قبل الميلاد، كان العديد من الناس يتحدثون باللغات القلطية في معظم أنحاء أوربا وآسيا الصغرى (الأناضول). أما اليوم، فإنهم يتواجدون على الحافة الشمالية الغربية لأوربا مع عدد قليل من مجتمعات الشتات. هناك أربعة فروع من اللغات القلطية لا زالت موجودة حتى اليوم وهي: الويلزية والبريتانية والغيلية الأيرلندية والغيلية الاسكتلندية. وكلها لغات أقليات في الدول المنشترة فيها على الرغم من استمرار الجهود في إحيائها.
تعتبر اللغة الويلزية هي اللغة الرسمية في ويلز ، والغيلية الأيرلندية لغة رسمية في أيرلندا والاتحاد الأوروبي. اللغة الويلزية هي اللغة القلطية الوحيدة التي لم تصنف من قبل اليونسكوعلى أنها لغة بائدة (منقرضة) . انقرضت اللغة الكورنية واللغة منكية في العصر الحديث. وجرت محاولات تكللت بالنجاح لإعادة أحياء اللغتين نتج عنها وجود مئات الأشخاص اليوم يتحدثون بأحدى اللغتين كلغة ثانية جنبا إلى جنب مع لغتهم الأم.

## التصنيف

دول اللغات القلطية حيث كان يتم التحدث باللغات القلطية

تنقسم اللغات القلطية إلى مجموعتين رئيسيتيين تسمى المجموعة الأولى (مجموعة اللغات البريثونية) وتضم اللغات : البريتانية و الكورنية والويلزية. أما المجموعة الثانية فتسمى (مجموعة اللغات الجودية) وتضم اللغات : الغيلية الاسكتلندية و الغيلية الأيرلندية والمنكية.
| مجموعة اللغات البريثونية | مجموعة اللغات البريثونية                                              |
| اللغة                    | الدول / المناطق الناطقة بها                                           |
| ------------------------ | --------------------------------------------------------------------- |
| اللغة البرتانية          | بروتاني ، فرنسا ، مجتمعات صغيرة متفرقة حول العالم                     |
| اللغة الكورنية           | كورنوال (مقاطعة انجليزية) ، كندا ، أستراليا                           |
| اللغة الويلزية           | ويلز (دولة جزء من المملكة المتحدة) ، الولايات المتحدة، كندا، أستراليا |

| مجموعة اللغات الجودية     | مجموعة اللغات الجودية                                                    |
| اللغة                     | الدول / المناطق الناطقة بها                                              |
| ------------------------- | ------------------------------------------------------------------------ |
| اللغة الغيلية الاسكتلندية | أجزاء من سكوتلندا ، مجموعة جزر هبرديس ، أستراليا، كندا، الولايات المتحدة |
| اللغة الغيلية الأيرلندية  | أجزاء من أيرلندا ، البرازيل ، كندا ، المملكة المتحدة ، الولايات المتحدة  |
| اللغة المنكية             | جزيرة مان                                                                |